# بخش دودانگه
بخش دودانگه یکی از بخش‌های شهرستان ساری در استان مازندران در شمال ایران است.

## تقسیمات کشوری

دهستان‌های بخش دودانگه در نقشهٔ دهستان‌های شهرستان ساری. ولیک بن در دهستان بنافت شهر فریم در دهستان فریم

- بخش دودانگه (ساری)
  - دهستان بنافت
  - دهستان فریم

شهرها: فریم

## وجه تسمیه
اهالی مناطق دودانگه و چهاردانگه می‌گویند این ناحیه به عمادالدوله، فرزند زین‌العابدین تعلق داشته و که وی این مناطق ره بین ۳ پسر خود تقسیم می‌کند، چهار دانگ را به دو برادر تنی، و دو دانگ را به آن یکی پسرش (که از مادری غیر از آن دو نفر بود) می‌سپارد.

## جمعیت
بنابر سرشماری مرکز آمار ایران، جمعیت بخش دو دانگه شهرستان ساری در سال ۱۳۹۵ برابر با ۷٬۶۵۳ نفر بوده‌است. زبان مردم دودانگه زبان تبری (مازندرانی) است.